# Клыпино (Торопецкий район)
Клыпино — деревня в Торопецком районе Тверской области. Входит в состав Плоскошского сельского поселения. Ранее являлась центром Конищевского сельского округа.

## История
По состоянию на 1997 год в деревне имелось 18 хозяйств и проживало 47 человек. В деревне находились администрация сельского округа, правление кооператива «Конищевский», неполная средняя школа, библиотека, медпункт, отделение связи, магазин.

## География
Деревня расположена в 45 км к северо-западу от города Торопец и в 15 км к югу от посёлка Плоскошь. Ближайшие населённые пункты — деревни Мигачево и Конищево.
Климат
Деревня, как и весь район, относится к умеренному поясу северного полушария и находится в области переходного климата от океанического к материковому. Лето с температурным режимом +15…+20 °С (днём +20…+25 °С), зима умеренно-морозная −10…−15 °С; при вторжении арктических воздушных масс до −30…-40 °С.
Среднегодовая скорость ветра 3,5—4,2 метра в секунду.
Часовой пояс
Деревня Клыпино, как и вся Тверская область, находится в часовой зоне МСК (московское время). Смещение применяемого времени относительно UTC составляет +3:00.

## Население
| 2010 |
| ---- |
| 18   |

Население по переписи 2002 года — 37 человек.
Национальный состав
Согласно результатам переписи 2002 года, в национальной структуре населения русские составляли 95 % от жителей.